# Hermarchos

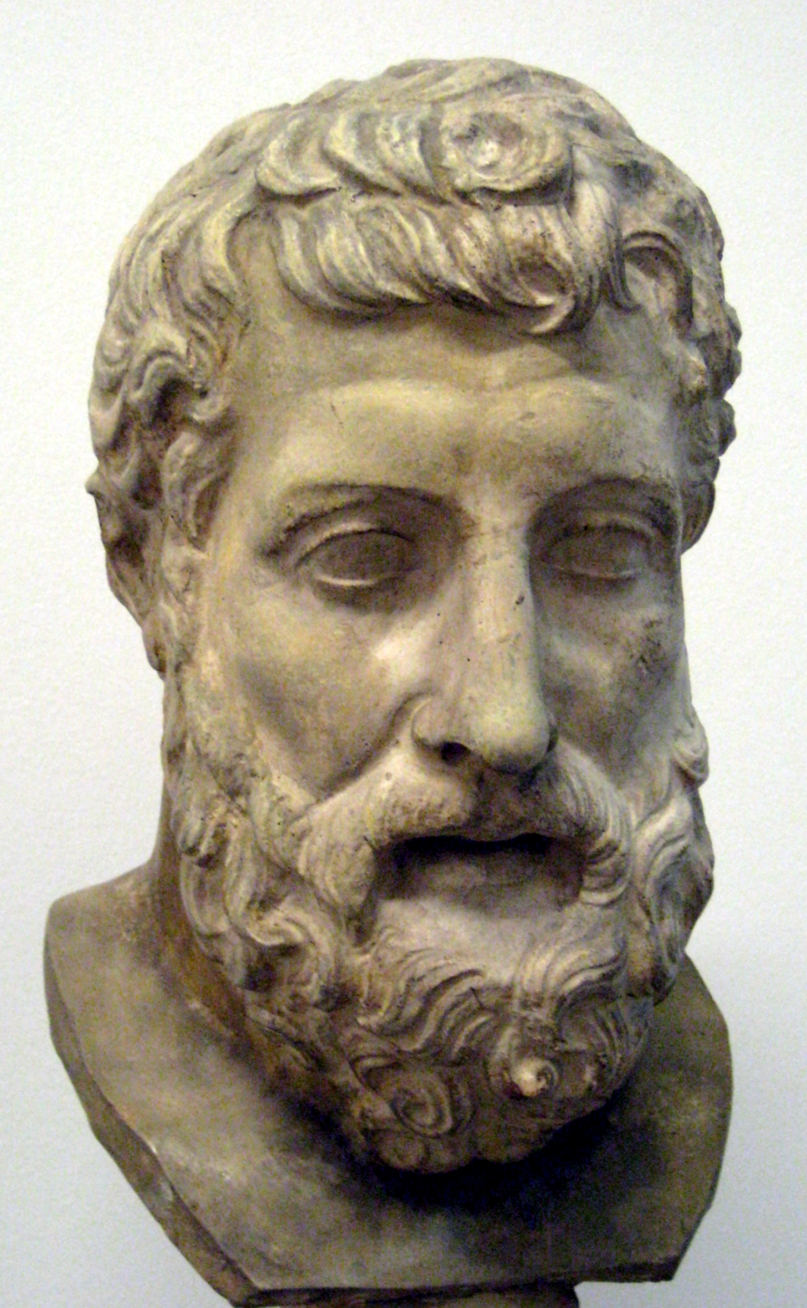

Hermarchos of gelatiniseerd Hermarchus (Ἕρμαρχος) was een Epicuristische filosoof. Hij was een leerling en de opvolger van Epicurus als scholarch (hoofd) van de door Epicurus gestichte school. Geen enkel van zijn werken is bewaard gebleven. Hij schreef werken tegen Plato, Aristoteles en Empedocles. Een fragment uit een niet nader aangegeven werk van Hermarchos is bewaard gebleven als een citaat door Porphyrius. Hierin bediscussieert hij de noodzaak voor wetten in een samenleving. Zijn zienswijze over de aard van de goden wordt door Philodemos aangehaald.
- Bibsys: 95003057
- Biblioteca Nacional de España: XX1071927
- Bibliothèque nationale de France: cb12264122k (data)
- Gemeinsame Normdatei: 10239511X
- International Standard Name Identifier: 0000 0003 7343 2202
- Library of Congress Control Number: nr95018231
- Nationale Bibliotheek van Israël: 987007309907605171
- Nederlandse Thesaurus van Auteursnamen: 074594990
- Réseau des bibliothèques de Suisse occidentale: 02-A003366196
- LIBRIS: 190567
- Système universitaire de documentation: 144730952
- Virtual International Authority File: 516149294362880522045